# Kuthagale, Kanakapura
Kuthagale là một làng thuộc tehsil Kanakapura, huyện Ramanagara, bang Karnataka, Ấn Độ.